# Oxyrhachis nigropicta
Oxyrhachis nigropicta är en insektsart som beskrevs av William Lucas Distant. Oxyrhachis nigropicta ingår i släktet Oxyrhachis och familjen hornstritar. Inga underarter finns listade i Catalogue of Life.